# Wilkes-Barre
Wilkes-Barre är en stad i Luzerne County i delstaten Pennsylvania, USA med 43 123 invånare (2000). Wilkes-Barre är administrativ huvudort (county seat) i Luzerne County. Benjamin Burnley, sångare i bandet Breaking Benjamin kommer ifrån Wilkes-Barre.